# اوتینی-لا-تور
اوتینی-لا-تور (به فرانسوی: Autigny-la-Tour) یک کمون در فرانسه است که در canton of Coussey واقع شده‌است. اوتینی-لا-تور ۱۵٫۸۶ کیلومتر مربع مساحت دارد ۲۶۰ متر بالاتر از سطح دریا واقع شده‌است.